# Koombana Bay
Koombana Bay är en vik i Australien. Den ligger i delstaten Western Australia, omkring 150 kilometer söder om delstatshuvudstaden Perth.
Runt Koombana Bay är det tätbefolkat, med 459 invånare per kvadratkilometer. Genomsnittlig årsnederbörd är 1 014 millimeter. Den regnigaste månaden är maj, med i genomsnitt 183 mm nederbörd, och den torraste är februari, med 9 mm nederbörd.